# 1re série 1962/63
Die Saison 1962/63 war die 41. Spielzeit der 1re série, der höchsten französischen Eishockeyspielklasse. Meister wurde zum insgesamt 19. Mal in der Vereinsgeschichte der Chamonix Hockey Club.

## Modus
In der Hauptrunde wurde die Liga in zwei Gruppen (Paris/Alpes) aufgeteilt. Die beiden Erstplatzierten der beiden Gruppen qualifizierten sich für die Finalrunde, in der der Meister ausgespielt wurde. Für einen Sieg erhielt jede Mannschaft zwei Punkte, bei einem Unentschieden gab es ein Punkt und bei einer Niederlage null Punkte.

## Hauptrunde

### Paris
|    | Klub                                  | Punkte |
| -- | ------------------------------------- | ------ |
| 1. | Athletic Club de Boulogne-Billancourt | 12     |
| 2. | Lions de Paris                        | 8      |
| 3. | Racing Club de France                 | 4      |
| 4. | US Métro                              | 0      |

Sp = Spiele, S = Siege, U = Unentschieden, N = Niederlagen

### Alpes
|    | Klub                               | Sp | S | U | N | T  | GT | Punkte |
| -- | ---------------------------------- | -- | - | - | - | -- | -- | ------ |
| 1. | Chamonix Hockey Club               | 6  | 5 | 0 | 1 | 50 | 12 | 10     |
| 2. | Gap Hockey Club                    | 6  | 4 | 0 | 2 | 23 | 31 | 8      |
| 3. | Sporting Hockey Club Saint Gervais | 6  | 3 | 0 | 3 | 32 | 26 | 6      |
| 4. | Ours de Villard-de-Lans            | 6  | 0 | 0 | 6 | 3  | 39 | 0      |

Sp = Spiele, S = Siege, U = Unentschieden, N = Niederlagen

## Finalrunde
|    | Klub                                  | Sp | S | U | N | T  | GT | Punkte |
| -- | ------------------------------------- | -- | - | - | - | -- | -- | ------ |
| 1. | Chamonix Hockey Club                  | 6  | 6 | 0 | 0 | 58 | 16 | 12     |
| 2. | Athletic Club de Boulogne-Billancourt | 6  | 4 | 0 | 2 | 36 | 20 | 8      |
| 3. | Gap Hockey Club                       | 5  | 1 | 0 | 4 | 13 | 42 | 2      |
| 4. | Lions de Paris                        | 5  | 0 | 0 | 5 | 11 | 40 | 0      |

Sp = Spiele, S = Siege, U = Unentschieden, N = Niederlagen